# Mansfield (circonscription britannique)
Pour les articles homonymes, voir Mansfield.
La circonscription de Mansfield  est une circonscription électorale située dans le Nottinghamshire et représentée à la Chambre des communes du Parlement britannique.
Aux élections générales de 2017, la circonscription de Mansfield a été gagnée par les conservateurs avec une majorité de 1 057 voix (46,6 % contre 44,5 %) du fait de l'effondrement du UKIP dans cette région qui avait plébiscité le Brexit en 2016. Le nouveau représentant est Ben Bradley.